# Orsa församling
Orsa församling är en församling i Norra Dalarnas kontrakt i Västerås stift. Församlingen omfattar hela Orsa kommun i Dalarnas län och utgör ett eget pastorat. 

## Administrativ historik
Församlingen har medeltida ursprung. Omkring 1441 utbröts Ore församling. 19 maj 1893 utbröts Skattunge församling som sedan återgick 3 juli 1925. Skattungeområdet hade sin egen församlingskod (203401) till 1987, när resten av församlingen hade 203402.
Församlingen var till 1607 moderförsamling i pastoratet Orsa och Ore för att från 1607 utgöra ett eget pastorat med undantag av tiden mellan 19 maj 1893 och 3 juli 1925 då den var moderförsamling i pastoratet Orsa och Skattunge.

## Organister och klockare
| Verksam   | Namn                    | Levnadstid | Övrigt                     |
| --------- | ----------------------- | ---------- | -------------------------- |
| 1864-     | Reinhold Grape          | 1839-      | Klockare och kyrkosångare. |
| 1877-1911 | Erik Eriksson           | 1846-1938  | Organist och lärare.       |
| 1911-1922 | Erik Gustaf Lindeberg   | 1888-1945  | Organist.                  |
| 1924-1947 | Erik Göransson          | 1901-      | Musikdirektör.             |
| 1947-1952 | Edvin Berglöf           | 1915-      | Organist.                  |
| 1952-1953 | Karl Anton Fredrik Lööw |            | Musikdirektör.             |
| 1954-1964 | Sven Liendeborg         | 1921-      | Organist.                  |

## Kyrkobyggnader
- Orsa kyrka
- Skattunge kyrka
- Hornberga kapell